# Alejandra Gulla
Alejandra Laura Gulla  (née le 4 juillet 1977 à Lincoln) est une joueuse de hockey sur gazon argentine.

## Carrière
Avec l'équipe d'Argentine de hockey sur gazon féminin, elle est médaillée de bronze aux Jeux olympiques d'été de 2004 et aux Jeux olympiques d'été de 2008. Elle remporte aussi la Coupe du monde en 2010.